# Kirche von Kolind
 Die Kirche von Kolind liegt nahe Nimtofte, mitten in Djursland im dänischen Jütland. Sie gehört zur evangelisch-lutherischen Volkskirche Dänemarks. Der Kirchenbau wurde 1868 begonnen und 1919 fertiggestellt. Er löste eine kleine romanische Kirche aus dem 12. oder 13. Jahrhundert ab, die wegen altersbedingtem Verfall niedergerissen wurde. Die Kirche bietet 225 Personen Platz.
Der romanische Stil wurde beibehalten und viele Materialien der alten Kirche wurden wiederverwendet. Unter anderem sind dies der (heute zugemauerte) Fraueneingang an der Nordseite, ein Granitportal mit Tympanonfeld und das romanische Granit-Taufbecken. Neu hinzu kam 1956 ein abstraktes Glasmosaikfenster von Mogens Jørgensen.

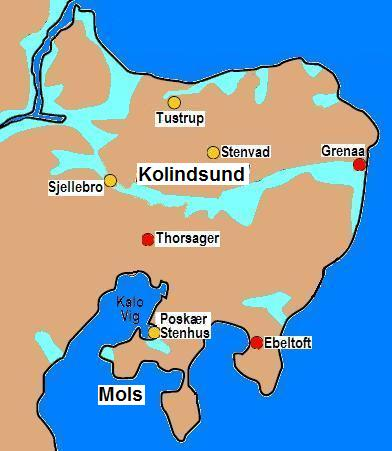
Djursland (hellblau im Mittelalter verlandetes Gebiet u. a. Kolindsund)

## Runenstein von Kolind
Im Waffenhaus (Karnhaus) steht der Runenstein DR 108, dessen Inschrift darauf hindeutet, dass die Wikinger auch vom Kolindsund aus mit Schiffen auf Beutezug gingen. Der Stein wurde 1868 beim Neubau der Kirche entdeckt, er lag als Türschwelle im Durchgang der Kirche zum Waffenhaus. Der Stein ist von besonderer Bedeutung, weil er oberhalb der Inschrift die Reste eines doppelten Spiralornament zeigt und die Inschrift nach dem Umrahmungsprinzip erstellt wurde, welches das erste Wort der Inschrift mit dem letzten verbindet. Darüber hinaus ist er der einzige dänische Gardarike-Runenstein, der über einen Tod im Osten schreibt.